# Dexamonica reduncans
Dexamonica reduncans är en kräftdjursart. Dexamonica reduncans ingår i släktet Dexamonica och familjen Dexaminidae. Inga underarter finns listade i Catalogue of Life.